# メサ郡 (コロラド州)
メサ郡（Mesa County）は、アメリカ合衆国コロラド州にある郡である。人口は15万5703人（2020年）。郡庁所在地はグランドジャンクションである。

コロラド州内の位置

## 地理
アメリカ合衆国統計局によると、この郡は総面積8,653 km2 (3,341 mi2) である。このうち8,619 km2 (3,328 mi2) が陸地で35 km2 (13 mi2) が水地域である。総面積の0.40%が水地域となっている。

## 人口動勢
2000年国勢調査で、この郡は人口116,255人、45,823世帯、及び48,427家族が暮らしている。人口密度は13/km2 (35/mi2) である。6/km2 (15/mi2) の平均的な密度に2,307軒の住宅が建っている。この郡の人種的な構成は白人92.34%、アフリカン・アメリカン0.46%、先住民0.91%、アジア0.53%、太平洋諸島系0.10%、その他の人種3.67%、及び混血1.99%である。この人口の10.02%はヒスパニックまたはラテン系である。
この郡内の住民は25.00%が18歳未満の未成年、18歳以上24歳以下が9.40%、25歳以上44歳以下が26.70%、45歳以上64歳以下が23.70%、及び65歳以上が15.20%にわたっている。中央値年齢は38歳である。女性100人ごとに対して男性は96.00人である。18歳以上の女性100人ごとに対して男性は93.20人である。
この郡の世帯ごとの平均的な収入は35,864米ドルであり、家族ごとの平均的な収入は43,009米ドルである。男性は32,316米ドルに対して女性は22,374米ドルの平均的な収入がある。この郡の一人当たりの収入 (per capita income) は18,715米ドルである。人口の10.20%及び家族の7.00%は貧困線以下である。全人口のうち18歳未満の11.50%及び65歳以上の8.10%は貧困線以下の生活を送っている。

## 都市及び町
- グランドジャンクション（郡庁所在地）
- クリフトン (Clifton)
- コルブラーン (Collbran)
- オチャードメサ (Orchard Mesa)
- パリセイド (Palisade)
- レッドランズ (Redlands)
- De Beque
- Fruita
- Fruitvale